# Сказка про лень (мультфильм)
«Сказка про лень» — советский короткометражный мультипликационный фильм снятый студии «Союзмультфильм» 1976 года созданный режиссером Юрием Прытковым. Сказка для малышей о том, как плохо быть ленивым

## Сюжет
Тюлень долго ленился и дремал, не желая ничего делать, и так сильно соскучился, что решил продать собственную лень на базаре. Он выставил пестрый мешочек на прилавок и начал зазывать покупателей, рассказывая, какая она хорошая и полезная. Тогда глупый пингвин, который как раз чинил рыболовные сети, решил купить такое добро. Он схватил небольшую рыбешку и отправился на базар, где выменял тарань на лень. Все в доме пингвина сразу же пришло в упадок, очаг погас, все покрылось сосульками, а глупая птица все спала на кровати. Валенки он дошить поленился и избушку стало заносить снегом, пока ему все это не надоело.
Пингвин решил избавиться от злополучного приобретения и отдал мешок соседям — семейству гаг, которые бросили свои дела и сели играть в домино. К счастью птенцы-гаги вовремя поняли, что пахнет жареным и отвезли лень обратно на базар, где и стали отдавать ее совершенно бесплатно. На такое предложение позарился кит. С горем пополам его удалось выручить медвежатам, которые выбросили лень прочь, а попала она к крокодилу. Крокодил перестал делать свою работу, а по пузу у него запрыгали лягушки.
Не выдержав издевательств, зеленый с размаху зашвырнул мешок в реку, которая тут же покрылась тиной и перестала журчать. Вскоре лень прицепилась к рожкам пришедшего на водопой оленя, но он быстро разобрался, что ему такой груз не нужен, выбросив ее подальше. С тех пор, лень бродит по свету, стучит в двери и лезет в окна. Нужно быть предельно осторожным, что не пустить ее к себе в дом, ведь ничего хорошего это приобретение никому не сулит.

## Создатели
| автор сценария             | Людмила Зубкова                                                                     |
| режиссёр                   | Юрий Прытков                                                                        |
| художник-постановщик       | Татьяна Сазонова                                                                    |
| композитор                 | Евгений Птичкин                                                                     |
| оператор                   | Михаил Друян                                                                        |
| звукооператор              | Борис Фильчиков                                                                     |
| ассистенты                 | Галина Андреева, Аркадий Шер, Е. Гололобова                                         |
| монтажница                 | Галина Смирнова                                                                     |
| художники                  | Дмитрий Анпилов, Анна Атаманова                                                     |
| художники-мультипликаторы: | Анатолий Абаренов, Владимир Шевченко, Николай Фёдоров, Фёдор Елдинов, Алексей Букин |
| текст читает               | Вячеслав Невинный                                                                   |
| редактор                   | Наталья Абрамова                                                                    |
| директор картины           | Любовь Бутырина                                                                     |